# Busta Rhymes
Trevor Smith Jr. (născut în 20 mai 1972) cunoscut ca Busta Rhymes, este un rapper și actor american de origine jamaicană. Pseudonimul Busta Rhymes i-a fost dat de către Chuck D de la Public Enemy după jucătorul de fotbal american George "Buster" Rhymes. A colaborat în 2008 cu Kat DeLuna pentru Run The Show.

## Biografie
Trevor Smith s-a născut în cartierul Brooklyn din New York (Statele Unite) din părinți cu rădăcini jamaicane. La vîrsta de 12 ani familia lui s-a mutat în Uniondale, o suburbie a New York-ului din Long Island, unde și-a petrecut adolescența și a cunoscut alți rapperi ai comunității hip-hop din New York, aflată în expansiune, printre care Jay-Z și The Notorious B.I.G.. A absolvit liceul Uniondale, unde a fost un foarte bun baschetbalist.
Cariera muzicală a lui Busta Rhymes a început ca membru al trupei hip-hop Leaders of the New School, împreună cu colegii Charlie Brown, Dinco D și Cut Monitor Milo, toți originari din Long Island. Trupa a înregistrat primul album "A Future Without a Past" în 1989 și curînd au început să aibă un succes considerabil. După lansarea celui de-al doilea album al trupei, "The Inner Mind's Eye" în 1991, Busta Rhymes și-a început cariera solo.
Discul de debut a lui Busta Rhymes "The Coming" a fost lansat de către Elektra Records în 1996. Albumul este un amestec de reggae și hip hop și conține hit-ul Woo Hah!! Got You All in Check, care a intrat în Top 10-ul din Statele Unite și Marea Britanie.